# 冨崎里奈
冨崎 里奈（とみざき りな、1988年3月18日 - ）は、三重県出身の元バスケットボール選手である。ニックネームは「トミー」。ポジションはセンター。

## 来歴
岐阜女子高を卒業後、トヨタ自動車に入社。
2シーズン目までは出場機会に恵まれなかったが、2008-09シーズンはレギュラーシーズン19試合に出場。うち6試合で先発出場を果たした。
年代別日本代表として2007年のU-21世界選手権に出場。
2009年にはウィリアム・ジョーンズカップ日本代表にも選ばれた。
2015年引退。

## 経歴
- 岐阜女子高校 - トヨタ自動車（2006年〜2015年）